# Gab Sorère
Gab Sorère, née Gabrielle Bloch le 29 novembre 1877 à Paris 8e et morte le 28 décembre 1962 à Rambouillet, est une artiste, chorégraphe et réalisatrice française de la Belle Époque. Elle est notamment connue pour les mises en scène des spectacles de sa compagne Loïe Fuller, jouant notamment sur les ombres et lumières.

## Jeunesse
Gabrielle Bloch est la fille du banquier Camille Bloch (négociant). Sa mère, Anna Lucie Silbernagel (1857-1893), est l'autrice du livre Au loin, impressions hindoues, publié en 1898, sous le nom d'Anna Bloch, par sa fille à titre posthume. Gabrielle Bloch est éduquée à la maison, lisant Schopenhauer à l'âge de neuf ans et étudiant la littérature de l'Inde ancienne à seize ans.
En 1892, Gabrielle Bloch voit Loïe Fuller se produire à ses débuts à Paris.

## Carrière
Gabrielle Bloch et Loïe Fuller vivent ensemble à partir de 1898, suscitant de vives réactions, du fait de leur relation ouvertement lesbienne et de l'habitude de Gabrielle de s'habiller en homme. Elle joue un rôle important en incitant Loïe Fuller à ouvrir une école de danse pour empêcher sa rivale Isadora Duncan de lui prendre des élèves.
Au cours de la Première Guerre mondiale, Gabrielle Bloch met en place un service de secours pour le transport de vêtements et de vivres en Belgique et dans le nord de la France.
Vers 1920, Gabrielle Bloch travaille sous le nom de Gab Sorère. Elle collabore avec Fuller, tout en travaillant en tant que promoteur d’autres artistes . Elle travaille comme décoratrice de théâtre, inventant des accessoires mécaniques, avant de se lancer dans la réalisation de films.
Les deux femmes auraient fait trois films ensemble :
- Le Lys de la vie, 1921[10] ;
- Visions des rêves, 1924 ;
- Les Incertitudes de Coppélius, 1927.

Le Lys de la vie est un film muet basé sur une histoire écrite par la reine Marie de Roumanie, amie proche du couple. C'est le seul qui ait été conservé.
Lorsqu'elle ne collabore pas avec Fuller, Sorère dirige la galerie de mobilier et de décoration d'intérieur d'Eileen Gray. La galerie, connue sous le nom de Jean Désert, fonctionne de 1922 à 1930. En 1926, Gab Sorère et Loïe Fuller accompagnent la reine Marie de Roumanie lors d'une tournée aux États-Unis.
Loïe Fuller tombe malade (pneumonie) pendant le tournage du film Les Incertitudes de Coppélius. Basé sur l’histoire d'E.T.A. Hoffmann, L'Homme au sable, il met en scène les danseurs de la troupe de Fuller. La danseuse s'éteint le 2 janvier 1928 à Paris. Son corps est incinéré et déposé au colombarium du cimetière du Père-Lachaise.
Gab Sorère hérite de l'entreprise et du laboratoire où les deux femmes menaient les expériences d'éclairage et de peinture. Par la suite, elle continue de protéger l'héritage de Fuller, poursuivant en justice les danseuses se présentant indûment comme héritières de la danseuse ou de sa troupe,.
Sorère devient par la suite la compagne de la chanteuse Damia et continue à expérimenter des sels phosphorescents pour obtenir des effets de lumière théâtrale.
En 1934, le film La Féerie des Ballets fantastiques de Loïe Fuller , produit par George R. Busby, comporte une chorégraphie de Gab Sorère, qui a reconstitué certaines des danses de Fuller. Bien que faible par son scénario, ce film utilise des techniques innovantes pour modifier des perceptions de la perspective.
Quatre ans plus tard, en 1938, Gab Sorère produit Ballets et Limières avec la société Mazda en hommage à Fuller. Alliant lumière noire et peinture fluorescente et reprenant des chorégraphies réputées de Fuller, comme la Danse du feu, elle parvient à faire disparaître les danseurs, ne laissant au spectateur qu’une vision du mouvement de la lumière. Saluée par la critique, l'invention de cette mise en scène est souvent attribuée à Fuller, bien qu'elle soit décédée avant d’avoir expérimenté cette lumière noire,.
Gab Sorère continue à produire des chorégraphies au cours des années 1950.